# Конор Ширі
Конор Ширі (англ. Conor Sheary, нар. 8 червня 1992, Вінчестер, Массачусетс) — американський хокеїст, крайній нападник клубу НХЛ «Піттсбург Пінгвінс».
Двічі ставав володарем Кубка Стенлі.

## Ігрова кар'єра
Хокейну кар'єру розпочав 2007 року.
Наразі єдиною професійною командою у кар'єрі гравця лишається клуб НХЛ «Піттсбург Пінгвінс».
У 2016 та 2017 роках, граючи за команду «Піттсбург Пінгвінс», ставав володарем Кубка Стенлі.
Наразі провів 201 матч у НХЛ, включаючи 45 ігор плей-оф Кубка Стенлі.

## Статистика
| Сезон        | Клуб                            | Ліга         | Регулярний сезон | Регулярний сезон | Регулярний сезон | Регулярний сезон | Регулярний сезон | Плей-оф | Плей-оф | Плей-оф | Плей-оф | Плей-оф |
| Сезон        | Клуб                            | Ліга         | І                | Г                | П                | О                | ШХ               | І       | Г       | П       | О       | ШХ      |
| ------------ | ------------------------------- | ------------ | ---------------- | ---------------- | ---------------- | ---------------- | ---------------- | ------- | ------- | ------- | ------- | ------- |
| 2007–08      | Кушингська Академія             | USHS         | 29               | 2                | 2                | 4                | 12               | —       | —       | —       | —       | —       |
| 2008–09      | Кушингська Академія             | USHS         | 31               | 16               | 27               | 43               | 6                | —       | —       | —       | —       | —       |
| 2009–10      | Кушингська Академія             | USHS         | 31               | 30               | 41               | 71               | 24               | —       | —       | —       | —       | —       |
| 2010–11      | «УМасс Мінатемен»               | СХА          | 34               | 6                | 8                | 14               | 12               | —       | —       | —       | —       | —       |
| 2011–12      | «УМасс Мінатемен»               | СХА          | 36               | 12               | 23               | 35               | 10               | —       | —       | —       | —       | —       |
| 2012–13      | «УМасс Мінатемен»               | СХА          | 34               | 11               | 16               | 27               | 29               | —       | —       | —       | —       | —       |
| 2013–14      | «УМасс Мінатемен»               | СХА          | 34               | 9                | 19               | 28               | 2                | —       | —       | —       | —       | —       |
| 2013–14      | «Вілкс-Барре/Скрентон Пінгвінс» | АХЛ          | 2                | 0                | 0                | 0                | 0                | 15      | 6       | 5       | 11      | 0       |
| 2014–15      | «Вілкс-Барре/Скрентон Пінгвінс» | АХЛ          | 58               | 20               | 25               | 45               | 8                | 8       | 5       | 7       | 12      | 2       |
| 2015–16      | «Вілкс-Барре/Скрентон Пінгвінс» | АХЛ          | 30               | 7                | 29               | 36               | 4                | —       | —       | —       | —       | —       |
| 2015–16      | «Піттсбург Пінгвінс»            | НХЛ          | 44               | 7                | 3                | 10               | 8                | 23      | 4       | 6       | 10      | 8       |
| 2016–17      | «Піттсбург Пінгвінс»            | НХЛ          | 61               | 23               | 30               | 53               | 22               | 22      | 2       | 5       | 7       | 4       |
| 2017–18      | «Піттсбург Пінгвінс»            | НХЛ          | 51               | 12               | 7                | 19               | 6                |         |         |         |         |         |
| Усього в НХЛ | Усього в НХЛ                    | Усього в НХЛ | 156              | 42               | 40               | 82               | 36               | 45      | 6       | 11      | 17      | 12      |